# Vil·la romana de Paterna
La Vil·la romana de Paterna és un conjunt històric del segle i aC descobert l'any 2007, les restes del qual es componen de la residència dels amos i l'explotació agrícola i industrial. Al llarg dels anys 2007 a 2011 es van realitzar excavacions al Sector Siro, que la van descobrir.
Podria tractar-se d'una vil·la d'uns 5.000 metres quadrats que proveïa a la ciutat de València d'oli, blat i raïm, amb diferents parts com l'àrea residencial, taller per extreure oli d'oliva i algun edifici de grans proporcions amb columnes, Els arqueòlegs han descobert termes amb praefornium i un tercularium (premsa d'oli), basses utilitzades per a la decantació posterior de l'oli i netejar-lo d'impureses. S'han trobat igualment restes de monedes, una copa de vidre verd tallada amb crismó, de ceràmica i el contrapés que s'utilitzava per premsar les olives d'1,5 metres de diàmetre i que pesa quatre tones. També restes de dos xiquets d'uns cinc anys.

## Degradació parcial
Possibles irregularitats urbanístiques haurien posat en perill la vil·la romana, de la que s'hauria degradat una part important.